# Safety (scoring)
 For alternative betydninger, se Safety. (Se også artikler, som begynder med Safety)
En safety er, indenfor amerikansk fodbold en scoring der indtræffer, når det lykkes det forsvarende hold at presse det angribende tilbage i deres egen endzone. Scoringen giver det forsvarende hold to point samt efterfølgende besiddelse af bolden.
En safety er en relativ sjælden scoring, og indtræffer kun i meget få kampe. En saftey har som udgangspunkt intet at gøre med spillerpositionen safety, omend safety-spilleren, som en del af det forsvarende hold, godt kan score en safety.